# 吉祥天母

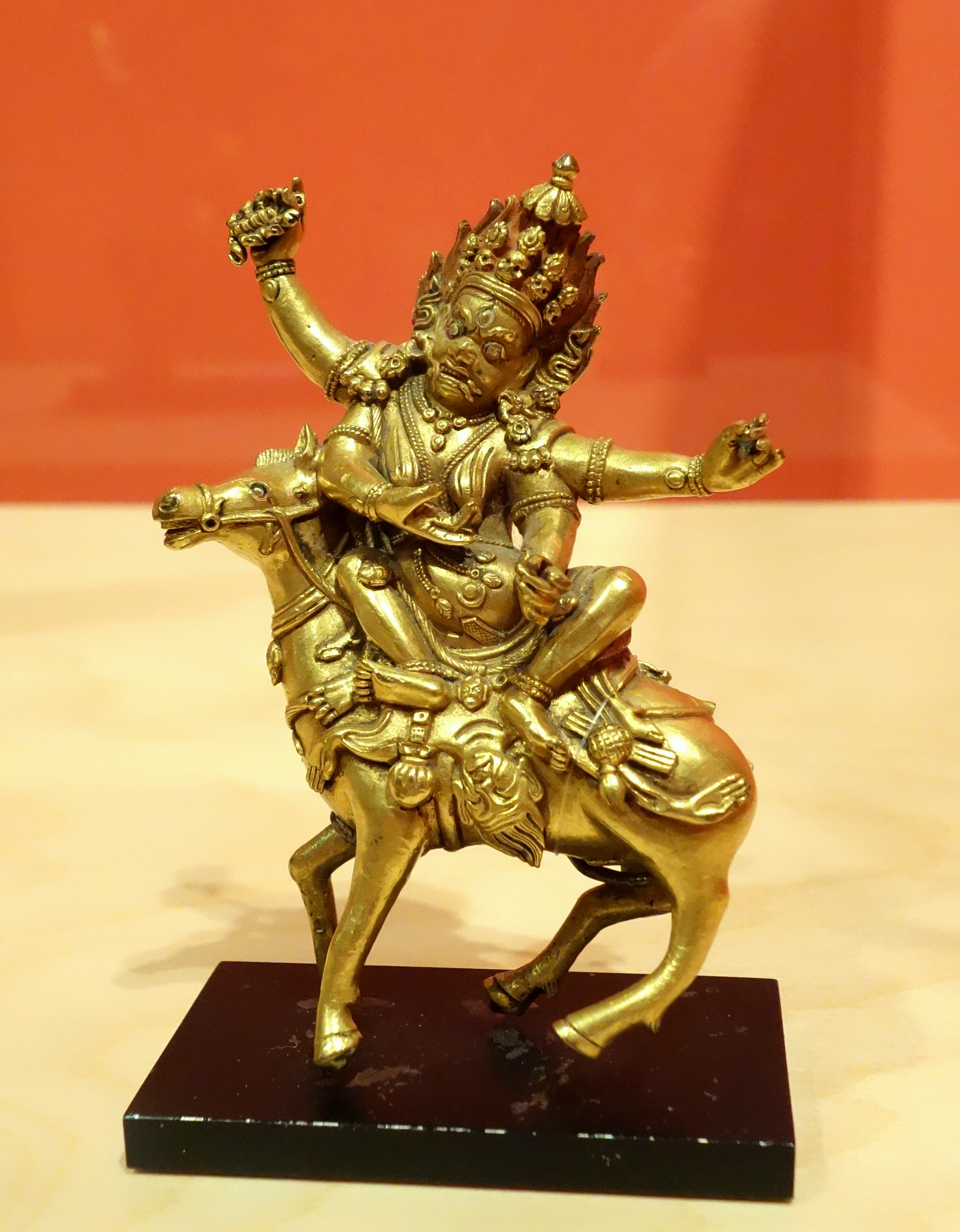
吉祥天母

吉祥天母（藏語：དཔལ་ལྡན་ལྷ་མོ།，威利转写：dpal ldan lha mo，藏语拼音：baidain lhamo），音译班达拉姆，又称瑪哈噶利，是藏传佛教的女相护法神之一（藏傳佛教女性護法神眾多，如：長壽五姊妹、一髻佛母等），是拉萨城和达赖喇嘛的守护神，她是印度教女神时母（Maha Kali）在藏传佛教中的愤怒化身。在藏密中，吉祥天母极受崇奉，影响深远。
在描绘吉祥天母的唐卡上，皮肤呈蓝黑色的吉祥天母侧身骑在一头白骡上，穿行在一片血海中。她右手挥舞着她亲生儿子的骷髅，左手端着一只盛着人血的人头骨，身下的鞍则是用她儿子的皮做成。根据记载，因为她的儿子拒绝同她一起皈依佛教，班达拉姆亲手杀死了他，并剥下他的皮。
每年藏曆十月十五日是吉祥天母節，藏語稱“白拉日卓”，由木如寺全體僧眾向拉薩大昭寺的護法王尊吉祥天母舉行隆重的例行年祭。
「吉祥天母節」，藏語稱「白來日追」，又稱「仙女節」，關於這個節日的起源，藏族民間流傳著這樣的生動傳說：大昭寺的守護神母瑪索傑姆的大女兒白拉姆放縱自己，母親咒她一生不得一個丈夫，即使有也只能一年見一面。母親的咒願實現了，白拉姆的情人住在拉薩河南岸的赤僕宗贊，每年只能十月十五日相會一次，這天許多人都會焚香、施食，尤其婦女們刻意梳妝打扮，每遇到一個男士都可以伸手要捐給仙女的錢物。 西藏群眾喜迎「吉祥天母節」。
十五日清晨，來自各地的藏族善男信女紛紛聚集到大昭寺門口向護法主尊文武吉祥天母敬獻哈達，西藏僧俗群眾迎來了一年一度的「吉祥天母節」。
據瞭解，「吉祥天母節」活動從14日就開始了。14日清晨，大昭寺的吉祥威猛天母（白拉姆）面具的模擬像被僧眾迎請到大昭寺圓頂廊下，黎明時分沐浴。晚上，僧眾將天母像迎請至釋迦牟尼佛殿，與釋迦牟尼佛對面趺坐。
十五日清晨，旭日初升，喇嘛們用頭頂著天母像來到八廓街。這時來自各地的善男信女紛紛向天母敬獻哈達。天母像隨後來到八廓東北的甘丹大經桿處，由拉薩土地神恰赤從噶瑪夏前來向天母敬獻哈達、頂戴敬禮。此後逐次至八廓東南街與天母妹妹東贊傑姆相會，並將天母像面朝拉薩河南岸的赤仆地，同時赤仆地也有僧人將宗讚的塑像面朝北，表示兩相會面之意。最後返回大昭寺，迎坐在原來的寶座上。